# L'ultimo esorcismo
(Tagline del film.)
L'ultimo esorcismo (The Last Exorcism) è un film del 2010 diretto da Daniel Stamm.
La pellicola è stata girata in stile documentaristico come The Blair Witch Project e Rec.

## Trama
Dopo aver praticato oltre 47 esorcismi, il reverendo protestante Cotton Marcus si reca a Ivanwood, in Louisiana, per esercitare il suo ultimo esorcismo. Per questo caso si fa accompagnare da un operatore e da un'addetta al suono alla quale racconta la sua storia: egli appartiene a una famiglia di ministri di culto da ben quattro generazioni, venne educato al mestiere fin da quando aveva quattro anni dal padre e in realtà si era istruito all'inganno e alla suggestione delle persone credenti, ricorrendo ad espedienti illusionistici per imporre falsi esorcismi che fanno leva sull'ingenuità popolare. Questo esorcismo sarà il suo ultimo lavoro per qualche fanatico religioso. Ma la giovane Nell Sweetzer, figlia di un contadino, è davvero posseduta dal maligno. Il reverendo, in un atto estremo (quanto inutile) di salvezza, cerca di liberare la ragazza dal demone Abalam. Nell disegna di continuo persone e animali morti, che si rivelano quelli che lei stessa uccide. In seguito, si scopre che la ragazza è incinta, ma non si riesce a capire chi sia il padre, dato che Nell non sembra aver avuto rapporti sessuali. Dopo una seduta con il reverendo Marcus, in presenza del padre, Nell ammette di avere avuto un rapporto sessuale con un certo Logan, coetaneo della ragazza e cameriere in una tavola calda che dista pochi chilometri dal paese. Il caso sembra risolto e, secondo Marcus, gli strani atteggiamenti della ragazza erano dovuti alla vergogna che la divorava dall'interno per l'impurità dell'atto sessuale. Tornando verso casa, il reverendo e la troupe si imbattono per caso nel locale dove lavorava Logan, il presunto ragazzo di Nell, e si fermano per fargli qualche domanda. Scoprono che il ragazzo è in realtà omosessuale e che non ha mai visto Nell, se non per qualche minuto ad una presunta festa organizzata dal pastore del paese Gerald Manley. Incuriositi dal perché la ragazza avrebbe dovuto raccontare loro una bugia al fine di allontanarli, il reverendo e i due operatori ritornano alla fattoria degli Sweetzer quando ormai è notte, trovando la casa in un clima a dir poco spettrale, con simboli satanici e pentacoli dipinti su tutte le mura; i nostri protagonisti sentono provenire dal retro della casa le urla di Nell, decidendo di avvicinarsi e scoprendo da dietro alcuni cespugli, una messa satanica celebrata dallo stesso Manley, vestito con una tunica rossa e intento a far partorire prematuramente Nell, davanti ad un focolare e ad un nutrito gruppo di spettatori. Dal corpo della ragazza sembra uscire un feto con le apparenze di demone, il quale, tra le urla agghiaccianti, viene buttato nel fuoco dal pastore Manley. A questo punto, Cotton si dirige verso il fuoco divampante tenendo un crocifisso in mano e cercando di scacciare il demone dalla ragazza, ma viene quasi inghiottito dalle fiamme. I due della troupe, spaventati, cercano di tornare alla macchina e quindi alla fattoria, abbandonando il reverendo al suo destino, mentre vengono inseguiti dagli appartenenti alla setta che facevano da spettatori al rito. Alla fine, non riuscendo a fuggire, vengono uccisi proprio come disegnato da Nell qualche giorno prima.

## Distribuzione
Il film è stato distribuito negli Stati Uniti dalla Lionsgate a partire dal 27 agosto 2010. Per la promozione del film, la Lionsgate, il 5 agosto 2010, ha pubblicato uno spot TV della durata di un minuto. In Italia L'ultimo esorcismo è stato distribuito dalla Eagle Pictures in data 3 dicembre 2010.

## Sequel
Nel 2013 è stato realizzato un sequel intitolato The Last Exorcism - Liberaci dal male (The Last Exorcism Part II), diretto da Ed Gass-Donnelly e prodotto da Eli Roth.

## Accoglienza
L'ultimo esorcismo ha ottenuto recensioni generalmente favorevoli, ricevendo una valutazione, basata su 160 recensioni, di 72% su Rotten Tomatoes. Metacritic riporta «recensioni generalmente favorevoli» con un punteggio di 63 su 100.
Jeannette Catsoulis, del The New York Times, assegnò al film 4 stelle su 5 e scrisse che L'ultimo esorcismo è una pellicola «insolitamente sobria e genuinamente inquietante». Di diverso avviso, invece,  Joe Neumaier, del Daily News, che assegnò al film 1 stella su 5 facendo un paragone negativo con Paranormal Activity.